# Encomienda

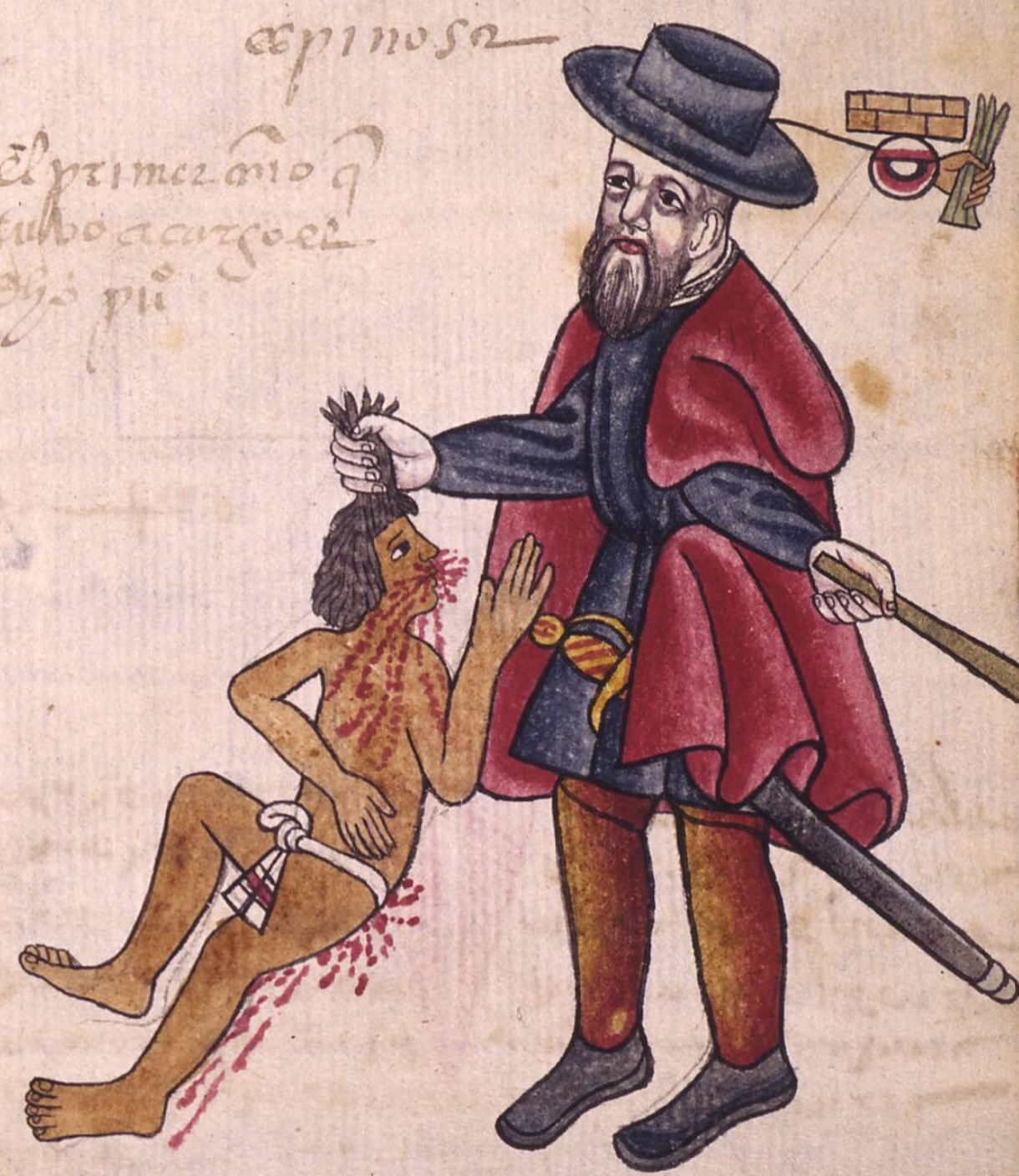
Een encomendero mishandelt een protesterende indiaan

De encomienda (Vertaling: toevertrouwsel, geschenk of toewijzing) was een systeem in Spaans-Amerika waarbij de lokale inheemse inwoners als peonage verplicht moesten werken op de lokale plantages en in de mijnen. Ondanks de poging om gedwongen arbeid met dit systeem te verminderen ontwikkelde het zich in de praktijk als een vorm van slavernij.

## Achtergrond
De oorsprong van het encomienda-systeem lag al in de Reconquista waar het gebruikelijk was om de militaire leiders te belonen voor hun aandeel in de overwinningen. Zij verkregen feodale privileges over de veroverde gebieden voor de overwinningen die ze hadden geboekt. Na de ontdekking van Amerika werd dit ook aldaar doorgevoerd. De conquistadores gaven aan hun volgelingen het recht om groepen van de inheemse bevolking te werk te stellen en om tribuutbetalingen van hen te eisen. In ruil hiervoor kregen ze voedsel, onderdak en christelijk onderwijs. Het systeem werd voor het eerst gebruikt in Hispaniola voor landbouwarbeid en later ook voor de landbouw in Mexico. Toen de zilvermijnen in de jaren van 1540 werden ontdekt werd ook daar het encomienda-systeem ingevoerd.

## Uitbuiting en de nieuwe wetten
In 1512 werd een wet ingevoerd die het encomienda-systeem autoriseerde en tevens riep de wet op tot het eerlijk behandelen van de inheemse bewoners. In de praktijk leidden de encomiendas tot overwerk, afstraffingen en seksueel geweld. De Spaanse missionarissen schreven over het misbruik en dit leidde tot een debat in Spanje over de natuur en de juiste behandeling van de inheemse inwoners van Amerika. Een van deze missionarissen was Bartolomé de las Casas en hij bekritiseerde het encomienda-systeem ook fel. Onder meer door de druk van De las Casas kwam Keizer Karel V in Spanje tot een reeks wetten (de leyes de Burgos en de Nuevas Leyes, de Nieuwe Wetten) die uiteindelijk de dwangarbeid van de inheemse bevolking verboden.

## Nasleep
De Nieuwe Wetten zorgden voor het uitbreken van een opstand in Peru en werden aanvankelijk nauwelijks nageleefd in de Spaanse gebieden in Amerika. Toch wist de Spaanse kroon haar controle te krijgen over de encomiendas en de wetten uit te voeren. Om het groeiende tekort aan arbeidskrachten van de inheemse bevolking op te vangen introduceerden de ambtenaren een nieuwe vorm van dwangarbeid tegen lage lonen: de Repartimiento, in Zuid-Amerika ook het mita-systeem genoemd. Daarnaast gingen de Spanjaarden (naar het voorbeeld van de Portugezen) ertoe over Afrikaanse slaven te gebruiken om hun landen te bewerken. Officieel werd het systeem van de encomiendas pas verboden aan het einde van de achttiende eeuw nadat de toekenning van nieuwe encomiendas in 1721 al aan banden was gelegd.